# Comando elétrico

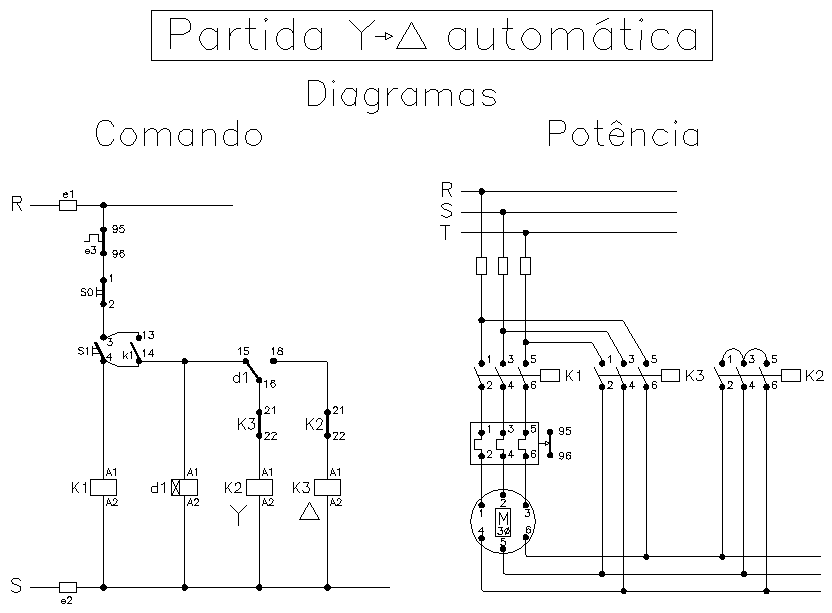
Exemplo: diagrama de comando e potência para partida estrela-triângulo.

Em eletricidade, comandos elétricos ou acionamentos elétricos é uma disciplina que lida com projetos de circuitos elétricos para o acionamento e controle de máquinas elétricas. A formação nesta disciplina visa conhecer e dimensionar os principais dispositivos de comando e proteção utilizados nestes circuitos, ler e interpretar os circuitos de comandos de máquinas elétricas ou até mesmo máquinas com acionamentos pneumáticos e hidráulicos e conhecer os principais métodos de acionamento destas máquinas.
O conhecimento sobre comandos elétricos é bastante importante, pois em qualquer sistema elétrico industrial e/ou residencial, há sempre algum tipo de máquina ou equipamento acionado de alguma forma, por exemplo, através de um motor elétrico, que é a forma mais utilizada para obtenção de energia mecânica.

## Acionamento convencional
Nos acionamentos convencionais, também conhecidos como partidas convencionais de motores, usam-se dispositivos eletromecânicos para o acionamento (partida) do motor, como contatores.

## Acionamento eletrônico
Nos acionamentos eletrônicos, também conhecidos como partidas eletrônicas de motores, usam-se dispositivos eletrônicos que realizam o acionamento do motor, como soft-starters, inversores de freqüência, etc.

## Dispositivos de proteção
Os dispositivos de proteção têm a função de proteger os equipamentos, circuitos eletroeletrônicos, máquinas e instalações elétricas, contra alterações da tensão de alimentação e intensidade da corrente elétrica. Nestes circuitos, a proteção é normalmente garantida por fusíveis, relé térmico e contactor motor.

### Fusíveis
São dispositivos que asseguram a proteção  contra curto-circuito.

### Relés  térmico
São dispositivos que asseguram a proteção dos equipamentos contra a sobrecarga.

### Disjuntores motores
Estes são os dispositivos que realizam a proteção contra curto-circuito e sobrecarga (proteção térmica e magnética).

## Dispositivos de comando e sinalização
- Botoeiras e chaves manuais;
- Contatores;
- Relés temporizadores;
- Relés protetores;
- Sinalizadores visuais e sonoros .

### Botoneiras
As botoneiras ou botoeiras, são usadas no acionamento de motores por meio manual e servem para energizar ou desenergizar contatores, a partir da comutação de seus contatos NA ou NF.

### Contator
Os contatores são chaves de operação automática, cujo acionamento é originado pela ação eletromagnética. Os contatos NA (normalmente aberto) ou NF (normalmente fechado) do contator são acionados quando a bobina (eletromagnética) é energizada, a partir do qual os contatos ganham nova posição, durante o tempo em que a bobina estiver energizada, e quando a bobina for desernergizada os contatos retornam em suas posições normais por acção de uma mola. Os contatores são chaves que possibilitam o acionamento de motores à distância, aumentando a segurança durante o processo de acionamento.

### Sinalizadores
A sinalização é um meio visual ou sonoro de chamar a atenção do operador para uma determinada situação em um circuito, máquina ou conjunto de máquinas. Ela é realizada por meio de buzinas e campainhas ou por sinalizadores luminosos com cores determinadas por normas.